# Хелстон, Джон
Джон Б. Хе́лстон (англ. John B. Helston; род. 30 октября 1939) — канадский кёрлингист и тренер по кёрлингу.
В составе мужской сборной Канады участник чемпионата мира 1984 (заняли четвёртое место). Чемпион Канады среди мужчин и ветеранов.
Играл в основном на позиции второго.
Как тренер работал с национальными командами Дании; на национальном уровне в Канаде был, в частности, тренером команды Дженнифер Джонс при её первом выступлении на чемпионате Канады среди женщин в 2002.

## Достижения
- Чемпионат Канады по кёрлингу среди мужчин: золото (1984).
- Чемпионат Канады по кёрлингу среди ветеранов: золото (1991), серебро (1998).

- Приз имени Росса Харстона за воплощение спортивного духа (англ. Ross Harstone Sportsmanship Award) на чемпионате Канады среди мужчин[3]: 1984.

## Команды
| Сезон   | Четвёртый      | Третий       | Второй         | Первый          | Запасной            | Турниры                     |
| ------- | -------------- | ------------ | -------------- | --------------- | ------------------- | --------------------------- |
| 1983—84 | Майк Райли     | Брайан Тэйвз | Джон Хелстон   | Расс Вуки       | Clare DeBlonde (ЧК) | ЧК 1984 · ЧМ 1984 (4 место) |
| 1984—85 | Майк Райли     | Брайан Тэйвз | Джон Хелстон   | Расс Вуки       |                     | [ 4 ]                       |
| 1990—91 | Джим Урсел     | Norm Houck   | Джон Хелстон   | Stan Lamont     |                     | ЧКВ 1991                    |
| 1993—94 | Clare DeBlonde | Брайан Тэйвз | Джон Хелстон   | Garry De Blonde |                     | [ 5 ]                       |
| 1997—98 | Dave Smith     | Джон Мид     | Peter Nicholls | Don Harvey      | Джон Хелстон        | КООК 1997 (7 место)         |
| 1997—98 | Clare DeBlonde | Брайан Тэйвз | Джон Хелстон   | Garry De Blonde |                     | ЧКВ 1998                    |
| 2003—04 | Martin Bailey  | Джон Хелстон | Brian Taylor   | Gary Smith      |                     |                             |
| 2006—07 | Martin Bailey  | Les Cooper   | Джон Хелстон   | Билл Ходжсон    |                     |                             |

(скипы выделены полужирным шрифтом)

## Результаты как тренера
национальных сборных
| Год  | Турнир                                        | Сборная             | Место |
| ---- | --------------------------------------------- | ------------------- | ----- |
| 2008 | Чемпионат мира по кёрлингу среди мужчин 2008  | Дания (мужчины)     | 9     |
| 2010 | Чемпионат мира по кёрлингу среди юниоров 2010 | Дания (юниоры муж.) | 8     |

клубных команд
| Год  | Турнир                                         | Команда/Скип    | Место |
| ---- | ---------------------------------------------- | --------------- | ----- |
| 2002 | Чемпионат Канады по кёрлингу среди женщин 2002 | Дженнифер Джонс | 4     |
| 2004 | Чемпионат Канады по кёрлингу среди мужчин 2004 | Brent Scales    | 9     |